# 圣朱塞佩-亚托
圣朱塞佩-亚托（義大利語：San Giuseppe Jato），是意大利西西里大区巴勒莫广域市的一个市镇。总面积29平方公里，人口8800人，人口密度303.4人/平方公里（2009年）。ISTAT代码为082064。